# Kyllinga nigripes
Kyllinga nigripes är en halvgräsart som beskrevs av Charles Baron Clarke. Kyllinga nigripes ingår i släktet Kyllinga och familjen halvgräs. Inga underarter finns listade i Catalogue of Life.